# Peter Frank
Peter Frank (Rødovre, 26 mei 1970) is een Deens voormalig voetballer die speelde als verdediger.

## Carrière
Frank maakte in 1989 zijn debuut voor BK Frem maar vertrok al na een seizoen naar KB København waar hij twee seizoenen speelde alvorens terug te keren naar BK Frem. Van 1993 tot 1995 speelde hij voor Lyngby FC, daarna speelde hij twee seizoenen voor Herfølge BK. In 1998 ging hij bij de Franse ploeg RC Strasbourg spelen maar vertrok al na een halfjaar terug naar Akademisk BK waar hij speelde tot in 2000 en keerde terug naar Herfølge BK.
Hij was een jeugdinternational voor Denemerken waarmee hij deelnam aan de Olympische Spelen in 1992.
Na zijn spelerscarrière was hij sportief-directeur bij HB Köge.

## Erelijst
- Akademisk BK
  - Deense voetbalbeker: 1999

1 Jørgensen ·
2 Helveg ·
3 Laursen ·
4 Thomsen ·
5 Frank ·
6 Kjeldbjerg ·
7 Madsen ·
8 Ekelund ·
9 Molnar ·
10 Frandsen ·
11 Møller ·
12 Risager ·
13 Tøfting ·
14 Højer ·
15 Hansen · 
16 Flies ·
17 Mosegaard Madsen ·
18 Larsen ·
19 Andersen ·
20 Johansen ·
Coach: Jensen